# أحمد السمان
أحمد السمان (1907-1968)، حقوقي سوري ووزير معارف (تعليم) سابق من مواليد حي مئذنة الشحم، دمشق، شغل منصب رئيس جامعة دمشق في مطلع ستينيات القرن العشرين.
وهو والد الأديبة السورية غادة السمان، وزوجته الأديبة سلمى رويحة.

## البدايات
ولد أحمد السمان في دمشق لأسرة عريقة تنوعت أعمالها ونشاطاتها بين التجارة والسياسة والأدب، درس في المدارس العثمانية قبل الانتقال إلى جامعة السوربون في باريس، حيث درس القانون الجنائي، وحصل على شهادة ماجستير في علم الاجتماع ودكتوراه في العلوم السياسية.
عاد إلى سورية ليعمل في مكتب المحامي إحسان الشريف، أحد رموز الحركة الوطنية في عشرينيات القرن العشرين ويلتحق بالهيئة التدريسية للجامعة السورية عام 1938.

## عمله في الحقل الوطني
خلال حقبة الثلاثينيات، عمل أحمد السمان مع نائب دمشق فخري البارودي على تأسيس أول مركز دراسات عرفته البلاد، يدعى «مكتب البارودي للدعاية والأنباء» مقره في قصر عائلة البارودي بحي القنوات الدمشقي. تعاقد المكتب مع عدد من الباحثين والصحفيين لرصد التمدد الصهيوني في فلسطين، والحفاظ على أوراق ملكية الأراضي الفلسطينية. قاموا بمراسلة عدد من الصحف العالمية للترويج لقضية استقلال سورية وفضح الانتهاكات الصهيونية في فلسطين، إضافة لعملهم على ترجمة مقالات من الصحف العالمية إلى اللغة العربية والتواصل مع الجاليات العربية في أوروبا والأميركيتين.
بعدها بأربع سنوات، شارك الصناعي السوري حنين صحناوي بتأسيس «شركة السكر» برأس مال 12 مليون ليرة سورية، وخدم لسنوات في مجلس إدارتها.

## الجامعة السورية
حافظ السمان على مقعده في هيئة التدريس إلى أن أصبح عميداً لكلية الحقوق عام 1954، كما أنه تولى منصب نائب رئيس الجامعة من كانون الأول 1954 وحتى آذار 1956.
قبل قيام الوحدة السورية المصرية في شباط 1958، وضع أحمد السمان أساسات كلية التجارة والاقتصاد في الجامعة السورية، وصار من مدرسيها، إضافة لعمله في كلية الحقوق، وفي كانون الثاني عام 1962، عُيِّن رئيساً للجامعة السورية في زمن الانفصال، بعد أن تحول أسمها إلى جامعة دمشق أيام الوحدة، وحافظ على منصبه حتى كانون الثاني عام 1964.

## المناصب الحكومية
في عام 1940 عين السمان عضواً في مجلس الشورى قبل أن يتجاوز الثالثة والثلاثين من العمر، وعمل مستشاراً لمجلس الدولة حتى عام 1943.
بعد سقوط الجمهورية العربية المتحدة يوم 28 أيلول عام 1961، شكلت حكومة وحدة وطنية للاشراف على الانتخابات البرلمانية والرئاسية في البلاد، ضمت عدداً من الشخصيات الحيادية غير المحسوبة على أي حزب من الأحزاب ترأسها الدكتور عزت النص، وعين أحمد السمان وزيراً للمعارف فيها من 21 تشرين الثاني وحتى 23 كانون الأول 1961.

## مؤلفاته
وضع أحمد السمان عدة مؤلفات، أهمها «الواقع والنظريات الاقتصادية في العصر الحديث» الصادر عن مطبعة الجامعة السورية عام 1945، و«محاضرات في اقتصاديات سورية»، الصادر عن الجامعة أيضاً عام 1948، وصدر له عام 1951 «الموجز في الاقتصاد السياسي» وتلاه كتاب «الاقتصاد السياسي» الصادر في جزئين ببيروت عام 1965.